# Summenversicherung
Summenversicherung werden Versicherungen genannt, bei denen eine feste Versicherungssumme vereinbart ist, z. B. bei einer Berufsunfähigkeitsversicherung oder Risikolebensversicherung. 

## Allgemeines
Die Versicherungssumme ist hierbei zwischen Versicherungsnehmer und Versicherungsgeber frei vereinbar. Der Versicherungsgeber verpflichtet sich bei Summenversicherungen im Versicherungsfall exakt die vereinbarte Leistung zu erbringen. Insofern unterscheidet sich die Summenversicherung von der Schadenversicherung, bei der sich der Versicherungsgeber zum Ersatz des jeweils entstandenen Schadens verpflichtet.

## Wirtschaftliche Aspekte
Versicherungstechnisch wird unterschieden zwischen Zeitwert und Neuwert. Ursprünglich war in der Schadenversicherung nur der Zeitwert Basis und bildete die Versicherungssumme. Derzeit wird bei der Schadenversicherung meist vom Neuwert (Neubauwert bei Gebäuden, sonst Wiederbeschaffungskosten zum Neuwert) ausgegangen. Es ist aber nach wie vor üblich, auch bei einer Neuwertversicherung zu vereinbaren, dass der Zeitwert einer versicherte Sache einen Mindestwert des Neuwertes darstellt, oft 40 %, damit es dann tatsächlich zum Neuwertersatz im Schadensfall kommt. Oft besteht auch der Verzicht auf den Einwand des Zeitwertes im Zusammenhang damit, dass die Sache ständig gewartet wird und in Verwendung steht. Dies trifft aber meist nur in der Gewerbeversicherung für kaufmännische und technische Einrichtung zu. Die Einschränkung der Neuwertvereinbarung auf z. B. 40 % Zeitwert steht im Zusammenhang mit dem Bereicherungsverbot.
Andere Formen der Summenversicherung sind „auf Erstes Risiko“ definiert (oft für Bargeld, Schmuck und Nebenkosten – z. B. Feuerlöschkosten) und auch noch für „willkürliche“ Summenbeschränkungen wie in der Unfallversicherung oder Lebensversicherung, sowie in der Haftpflichtversicherung, wo kein Realwert vorhanden ist. Hier liegt die Summenfeststellung bei der subjektiven Bewertung des Versicherungsnehmers.